# Xenophorarca xenophoricola
Xenophorarca xenophoricola is een tweekleppigensoort uit de familie van de Arcidae. De wetenschappelijke naam van de soort is voor het eerst geldig gepubliceerd in 1929 door Kuroda.